# Многоразовый космический корабль

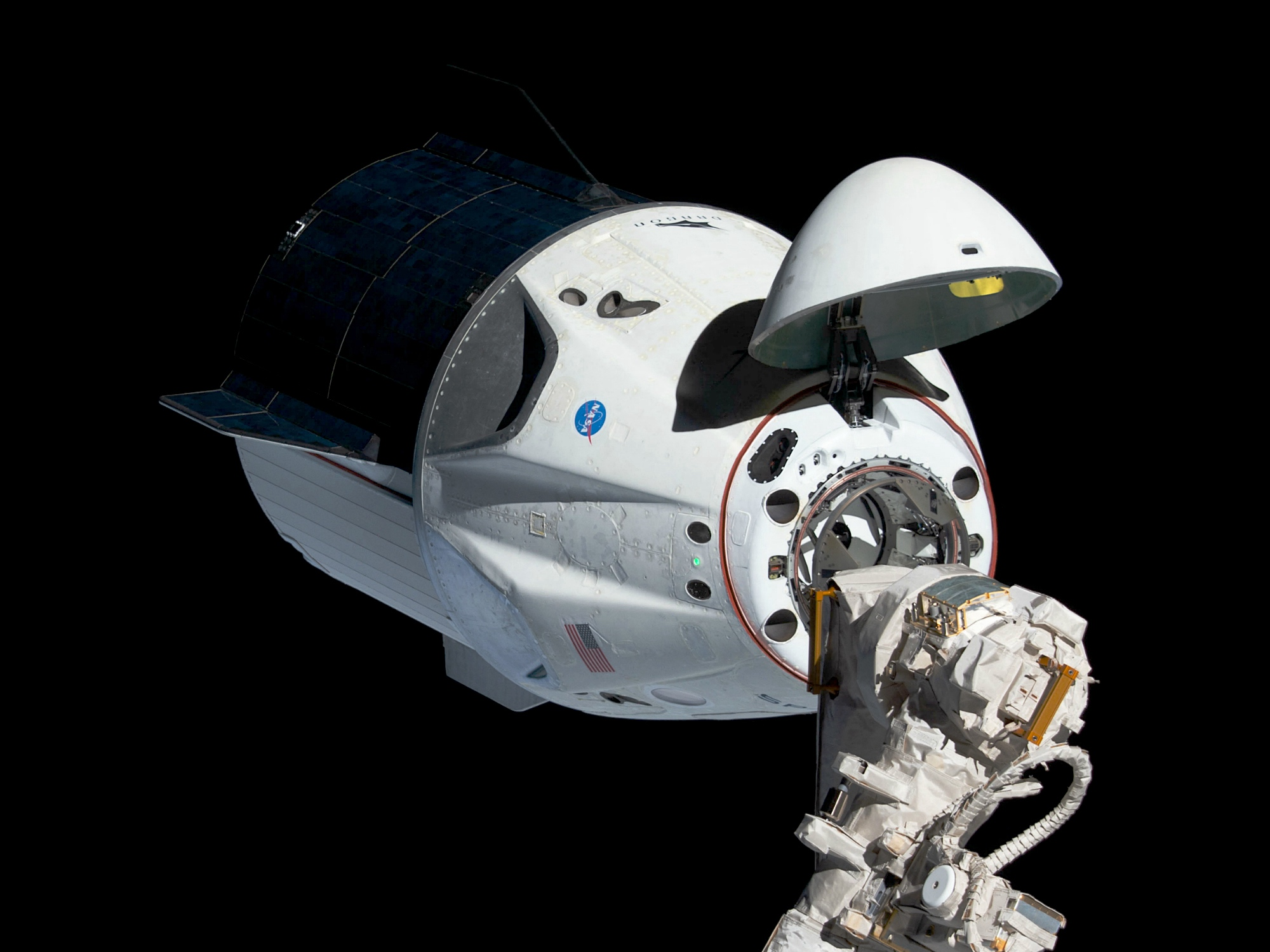
Dragon 2 — единственный эксплуатируемый на данный момент многоразовый космический корабль

Многора́зовый космический корабль  — космический корабль, конструкция которого предусматривает повторное (многоразовое) использование всего корабля или его основных частей после возвращения из космического полёта. 
Иногда применяется название космоплан, космолёт, на западе — «шаттл».

## Описание
Многоразовая космическая система — космическая система с орбитальными средствами многократного использования.
Многоразовая космическая система может использовать одноразовые и многоразовые, одноступенчатые и многоступенчатые средства выведения, как самостоятельные, так и конструктивно объединенные с орбитальными средствами:п. 2.
Многократно могут использоваться отдельные технические средства космического комплекса. Если ракета-носитель имеет кратность применения более одного раза, то она называется «ракета-носитель многоразового применения»:п. 68.
Спасаемыми и многократно используемыми могут быть отдельные элементы конструкции ракеты-носителя. Такими элементами могут быть ступени ракет-носителей, ракетные блоки, ракетные двигатели и т. д.:п. 69
Если космический аппарат имеет кратность применения более одного раза, то он называется «космический аппарат многоразового применения»:п. 120. Отличием от космического аппарата одноразового применения является возможность периодического восстановления ресурса систем и расходных материалов:п. 119.

## История

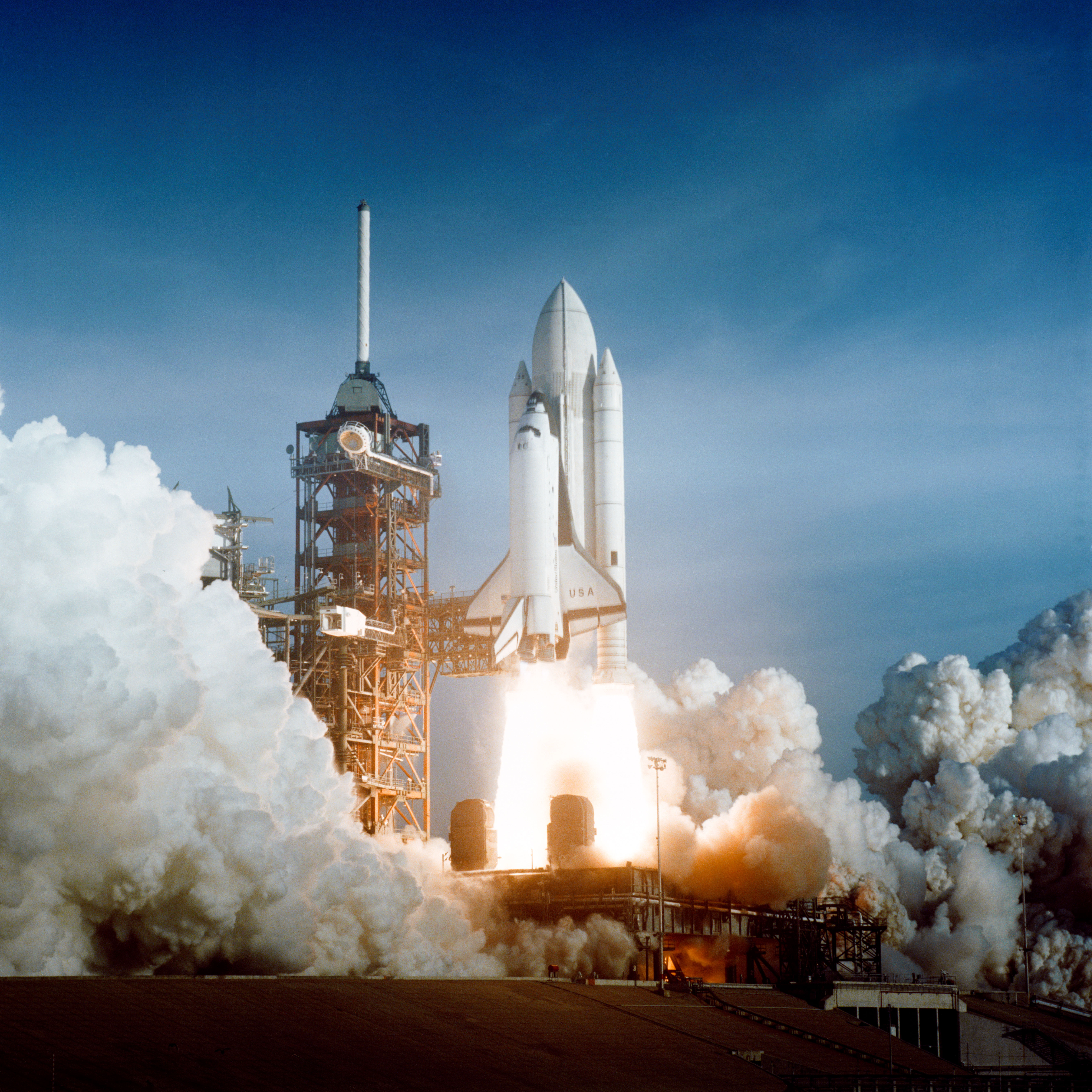
Первый полёт (STS-1) космического челнока «Колумбия»

К настоящему времени только два государства обладают или обладали опытом создания и эксплуатации данного типа космических аппаратов: США и СССР.
В США была построена целая серия больших пилотируемых космических кораблей многоразового использования «Спейс шаттл», этому проекту предшествовало несколько проектов, включая X-20 Dyna Soar. Начало работ по созданию системы «Спейс шаттл» было положено 5 января 1972 года, когда президент США Р. Никсон утвердил эту программу НАСА.
По расчётам экономистов[каких?], стоимость вывода в космос одной тонны груза при использовании челноков должна была быть низка за счёт многократного использования дорогостоящего оборудования, с помощью челноков можно возвращать спутники с орбиты, осуществлять ремонт спутников в космосе.
В США челноки интенсивно использовались (несмотря на катастрофы «Челленджера» в 1986 году и «Колумбии» в 2003 году, которые сильно подорвали планы развития использования МТКК), являясь национальным средством проведения пилотируемых полётов и выведения грузов, средством реализации неотделяемых станций «Спейслэб», «Спейсхэб» и других международных и частных программ, а также одним из основных средств доставки крупногабаритных грузов и экипажей большой численности на МКС. Эксплуатация челноков завершена в 2011 году.
Также, в США имелись такие проекты, как NASP, VentureStar.
В СССР был создан большой корабль «Буран» и проектировались меньшие: «Спираль», ЛКС, «Заря», МАКС, «Клипер»; после распада СССР работы по некоторым из этих проектов продолжились в России. Космическая программа по использованию МТКК «Буран» в СССР и России была свёрнута в связи с невозможностью дорогостоящей эксплуатации аппаратов данного типа в сложившихся экономических условиях.
Используемый в настоящее время в США пилотируемый транспортный корабль «Dragon 2», как и его предшественник «Dragon», является частично многоразовым и имеет многоразовую спускаемую капсулу; повторно при запусках может использоваться и многоразовая первая ступень ракеты-носителя Falcon 9.
Также в США используется беспилотный многоразовый X-37.
Разрабатываемые корабли в США ( «Орион», «CST-100») и России («Орёл») планируются частично многоразовыми и имеют многоразовую спускаемую капсулу. Также в США разрабатываются многоразовые «Dream Chaser», «SpaceX Starship» и «SpaceShipTwo».
Многие страны, в частности, страны Евросоюза (в том числе ранее Франция, ФРГ, Великобритания), Япония, Китай, Индия проводили и проводят исследования, направленные на создание собственных образцов космических систем многократного применения («Гермес», HOPE, «Зенгер-2», HOTOL, ASSTS, RLV-TD, Skylon, «Шэньлун», «Сура», «Канко-мару», IXV и т. д.).
29 мая 2025 года  Китайская частная космическая компания Sepoch провела успешное испытание первой в стране многоразовой ракеты на космопорте Дунфан. Согласно из заявлению было проведено первое испытание демонстрационной ракеты “Юаньсинчжэ-1” с полетом и возвращением. Сама миссия завершилась успешно.

## Характеристики космической системы
Отличительной особенностью транспортных космических кораблей многоразового использования в настоящее время является то, что для их запуска используются ракеты-носители — например, в Советском Союзе это была «Энергия», которая по своей сути являлась ракетой-носителем особо тяжёлого класса.  

В США во время запуска «Шаттла» одновременно используются два твердотопливных ускорителя и двигатели самого орбитального корабля, криогенное топливо для которых поступает из внешнего бака; после выработки твёрдого топлива происходит отделение ускорителей, которые затем приводняются, используя парашютную систему, позднее отделяется внешний топливный бак и сгорает в плотных слоях атмосферы; ускорители используются повторно, но имеют ограниченный ресурс.
Советская ракета «Энергия» могла использоваться для вывода на орбиту особо тяжёлых грузов (элементов космических станций, межпланетных кораблей и пр.) общим весом до 100 тонн.

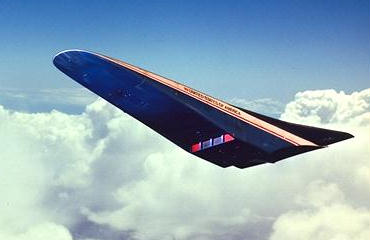
Проект Rockwell X-30 (работа художника)

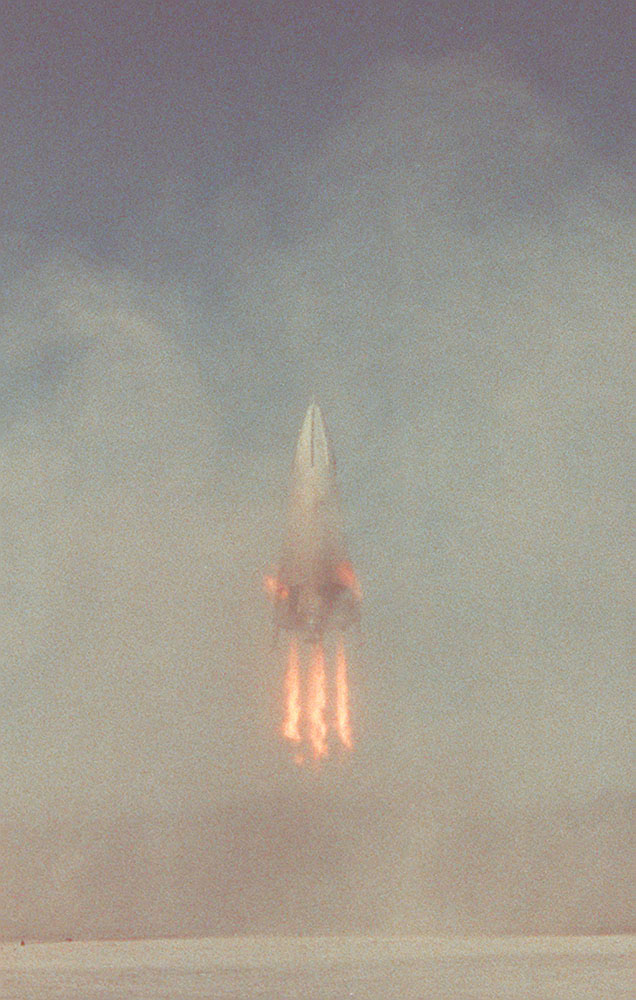
Вертикальная посадка аппарата Delta Clipper

Проектируются и МТКК с горизонтальным стартом, например, по двухступенчатой схеме с дозвуковым, сверхзвуковым или гиперзвуковым самолётом-носителем, который выводит космический аппарат в заданную точку (возможен длительный перелёт с дозаправкой в воздухе, к экваториальным областям земного шара, с более благоприятными условиями для запуска), поднимает его на определённую высоту, после чего происходит собственно старт — отделение МТКК (воздушный старт). Затем корабль выходит на опорную орбиту, используя собственные двигатели. В частности, по такой схеме создан суборбитальный космический самолёт SpaceShipOne, совершивший три успешных суборбитальных «прыжка» за 100-километровую отметку, признанную ФАИ границей космического пространства.
Одноступенчатая схема запуска (англ. Single Stage To Orbit, SSTO — «одной ступенью — на орбиту»), при которой воздушно-космический самолёт использует для старта и выхода на орбиту только собственные двигатели, без сбрасываемых ускорителей, или же крупногабаритные внешние топливные баки, большинством специалистов признаётся неосуществимой при современном уровне развития науки и техники. Преимущества такой схемы, в основном в эксплуатации, надёжности и времени подготовки к запуску, в настоящее время не перевешивают затрат на разработку гибридных ракетных двигателей (способных работать и в атмосфере, и в космосе) и сверхлёгких материалов, которые необходимы для создания такого аппарата.
Существуют также проекты многоразовых аппаратов с вертикальным взлётом и вертикальной посадкой на тяге двигателей. Наиболее разработанным (и прошедшим серию испытаний) из них является американские аппараты «
Delta Clipper», «Rotary Rocket», японский «RVT».